# Montcombroux-les-Mines
Montcombroux-les-Mines est une commune rurale française, située dans le centre-est du département de l'Allier en région Auvergne-Rhône-Alpes.
Sa population était en 2022 de 295 habitants.

## Géographie

### Localisation
La commune se trouve dans les Basses Marches du Bourbonnais, dans le centre-est du département de l'Allier. Elle est située à vol d'oiseau à 12 km au nord-nord-est de Lapalisse, à 26 km au sud-ouest de Digoin (Saône-et-Loire), à 33 km au nord-est de Vichy et à 36 km au sud-est de Moulins.
Ses communes limitrophes sont :
| Saint-Léon |                        | Liernolles |
| Sorbier    | Montcombroux-les-Mines | Le Donjon  |
|            | Bert                   |            |

### Hydrographie
Le Roudon, affluent gauche de la Loire, prend sa source dans la commune.

### Climat
Pour des articles plus généraux, voir Climat d'Auvergne-Rhône-Alpes et Climat de l'Allier.
En 2010, le climat de la commune est de type climat océanique dégradé des plaines du Centre et du Nord, selon une étude du CNRS s'appuyant sur une série de données couvrant la période 1971-2000. En 2020, Météo-France publie une typologie des climats de la France métropolitaine dans laquelle la commune est exposée à un climat océanique altéré et est dans la région climatique Centre et contreforts nord du Massif Central, caractérisée par un air sec en été et un bon ensoleillement.
Pour la période 1971-2000, la température annuelle moyenne est de 11 °C, avec une amplitude thermique annuelle de 16,6 °C. Le cumul annuel moyen de précipitations est de 874 mm, avec 11,3 jours de précipitations en janvier et 7,4 jours en juillet. Pour la période 1991-2020, la température moyenne annuelle observée sur la station météorologique de Météo-France la plus proche, sur la commune de Saint-Léon à 6 km à vol d'oiseau, est de 11,7 °C et le cumul annuel moyen de précipitations est de 857,2 mm,. Pour l'avenir, les paramètres climatiques de la commune estimés pour 2050 selon différents scénarios d'émission de gaz à effet de serre sont consultables sur un site dédié publié par Météo-France en novembre 2022.

## Urbanisme

### Typologie
Au 1er janvier 2024, Montcombroux-les-Mines est catégorisée commune rurale à habitat très dispersé, selon la nouvelle grille communale de densité à 7 niveaux définie par l'Insee en 2022.
Elle est située hors unité urbaine et hors attraction des villes,.

### Occupation des sols

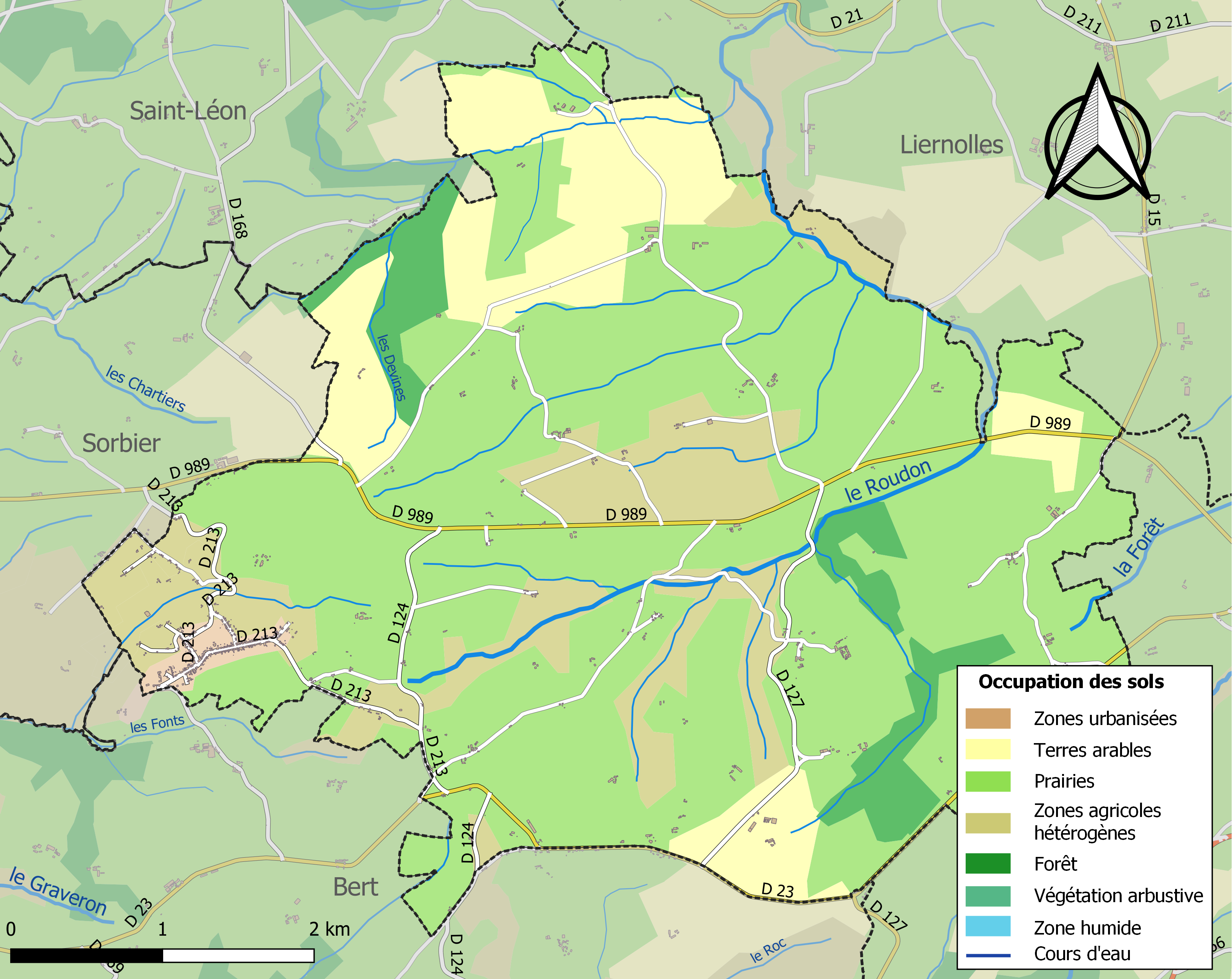
Carte des infrastructures et de l'occupation des sols de la commune en 2018 (CLC).

L'occupation des sols de la commune, telle qu'elle ressort de la base de données européenne d’occupation biophysique des sols Corine Land Cover (CLC), est marquée par l'importance des territoires agricoles (93,7 % en 2018), une proportion sensiblement équivalente à celle de 1990 (94,3 %). La répartition détaillée en 2018 est la suivante : prairies (65,6 %), zones agricoles hétérogènes (14,8 %), terres arables (13,3 %), forêts (5,4 %), zones urbanisées (1 %).
L'IGN met par ailleurs à disposition un outil en ligne permettant de comparer l'évolution dans le temps de l'occupation des sols de la commune (ou de territoires à des échelles différentes). Plusieurs époques sont accessibles sous forme de cartes ou photos aériennes : la carte de Cassini (XVIIIe siècle), la carte d'état-major (1820-1866) et la période actuelle (1950 à aujourd'hui).

## Toponymie
Le terme « les mines » ajouté au nom de la commune vient de l'exploitation du gisement de schiste houiller de Bert-Montcoubroux à partir du début du XIXe siècle.

## Histoire
Un atelier de bracelets en schiste de l'âge du bronze a été découvert en 1892 par Albert de Bure au lieu-dit Malbruneau (écrit également Malbruno). Ces bracelets taillés dans des plaques de schiste d'une épaisseur uniforme variant de 15 à 25 mm semblent avoir été fabriqués à l'aide de silex et peuvent être rattachés à l'époque morgienne, où l'emploi du bronze était connu et pas encore répandu loin des grandes cités. Le schiste provient d'un affleurement de schiste noir qui recouvre le bassin des mines de Bert.

## Politique et administration
| Période                                  | Période                      | Identité              | Étiquette | Qualité       |
| ---------------------------------------- | ---------------------------- | --------------------- | --------- | ------------- |
| Les données manquantes sont à compléter. |                              |                       |           |               |
| mars 1971                                | mars 2001                    | Jean-François Alizard | PCF       |               |
| mars 2001                                | mars 2008                    | Alain Bevilacqua      |           |               |
| mars 2008                                | mai 2020                     | Claire Tognon         | DVG       | fonctionnaire |
| mai 2020                                 | En cours (au 8 juillet 2020) | Guillaume Lacroix     | DVG       | ouvrier       |

## Population et société

### Démographie
L'évolution du nombre d'habitants est connue à travers les recensements de la population effectués dans la commune depuis 1793. Pour les communes de moins de 10 000 habitants, une enquête de recensement portant sur toute la population est réalisée tous les cinq ans, les populations de référence des années intermédiaires étant quant à elles estimées par interpolation ou extrapolation. Pour la commune, le premier recensement exhaustif entrant dans le cadre du nouveau dispositif a été réalisé en 2006.

En 2022, la commune comptait 295 habitants, en évolution de −7,81 % par rapport à 2016 (Allier : −1,38 %, France hors Mayotte : +2,11 %).
| 1793 | 1800 | 1806 | 1821 | 1831 | 1836 | 1841 | 1846 | 1851 |
| ---- | ---- | ---- | ---- | ---- | ---- | ---- | ---- | ---- |
| 455  | 306  | 368  | 380  | 429  | 453  | 586  | 635  | 676  |

| 1856 | 1861 | 1866 | 1872 | 1876  | 1881  | 1886  | 1891  | 1896  |
| ---- | ---- | ---- | ---- | ----- | ----- | ----- | ----- | ----- |
| 694  | 848  | 928  | 995  | 1 334 | 1 329 | 1 322 | 1 447 | 1 330 |

| 1901  | 1906  | 1911  | 1921  | 1926  | 1931  | 1936 | 1946 | 1954 |
| ----- | ----- | ----- | ----- | ----- | ----- | ---- | ---- | ---- |
| 1 320 | 1 306 | 1 350 | 1 357 | 1 325 | 1 182 | 904  | 958  | 751  |

| 1962 | 1968 | 1975 | 1982 | 1990 | 1999 | 2006 | 2011 | 2016 |
| ---- | ---- | ---- | ---- | ---- | ---- | ---- | ---- | ---- |
| 747  | 645  | 592  | 512  | 439  | 427  | 410  | 349  | 320  |

| 2021 | 2022 | - | - | - | - | - | - | - |
| ---- | ---- | - | - | - | - | - | - | - |
| 295  | 295  | - | - | - | - | - | - | - |

## Culture locale et patrimoine

### Lieux et monuments

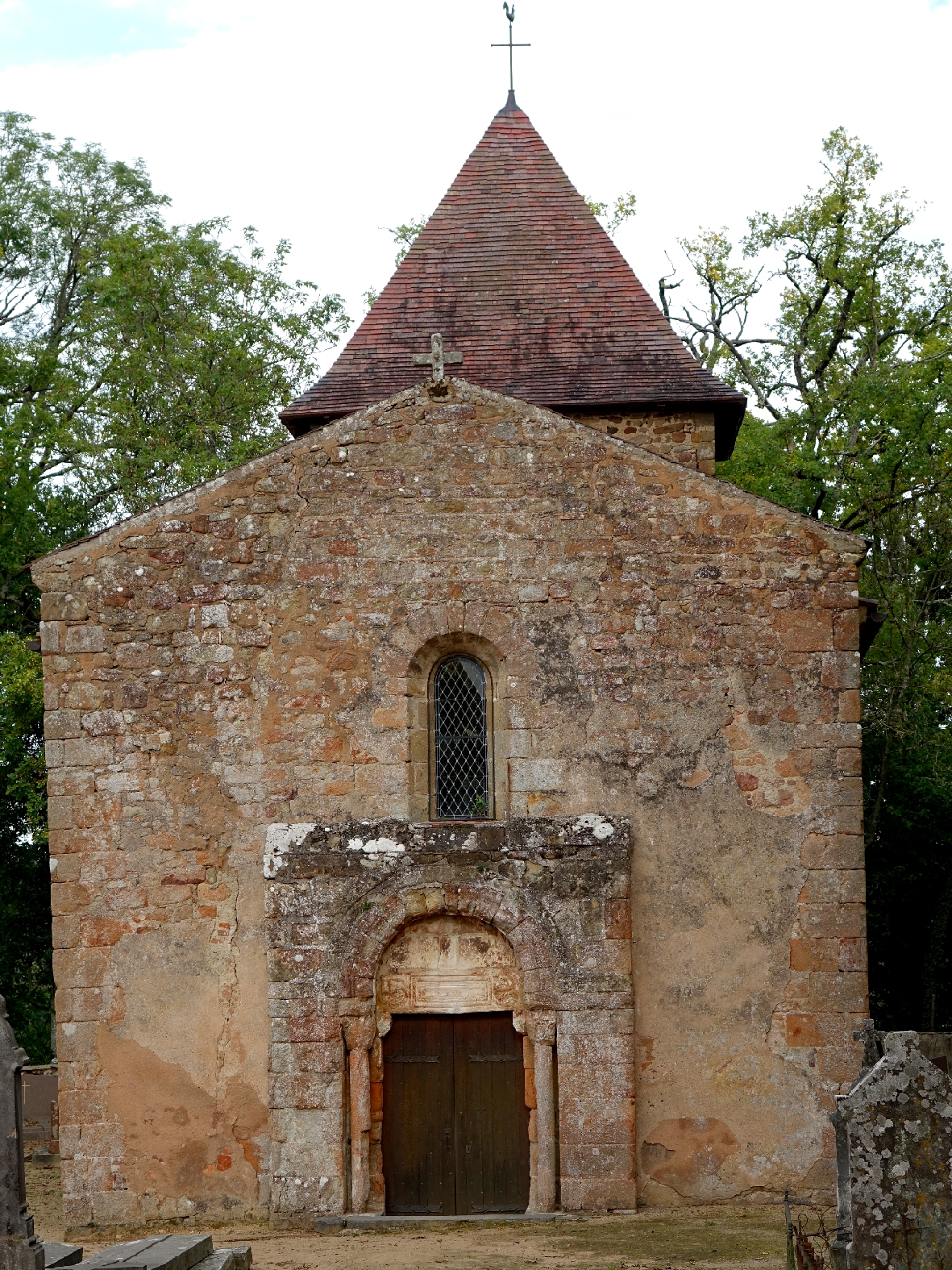
L'église Saint-Jean-Baptiste.

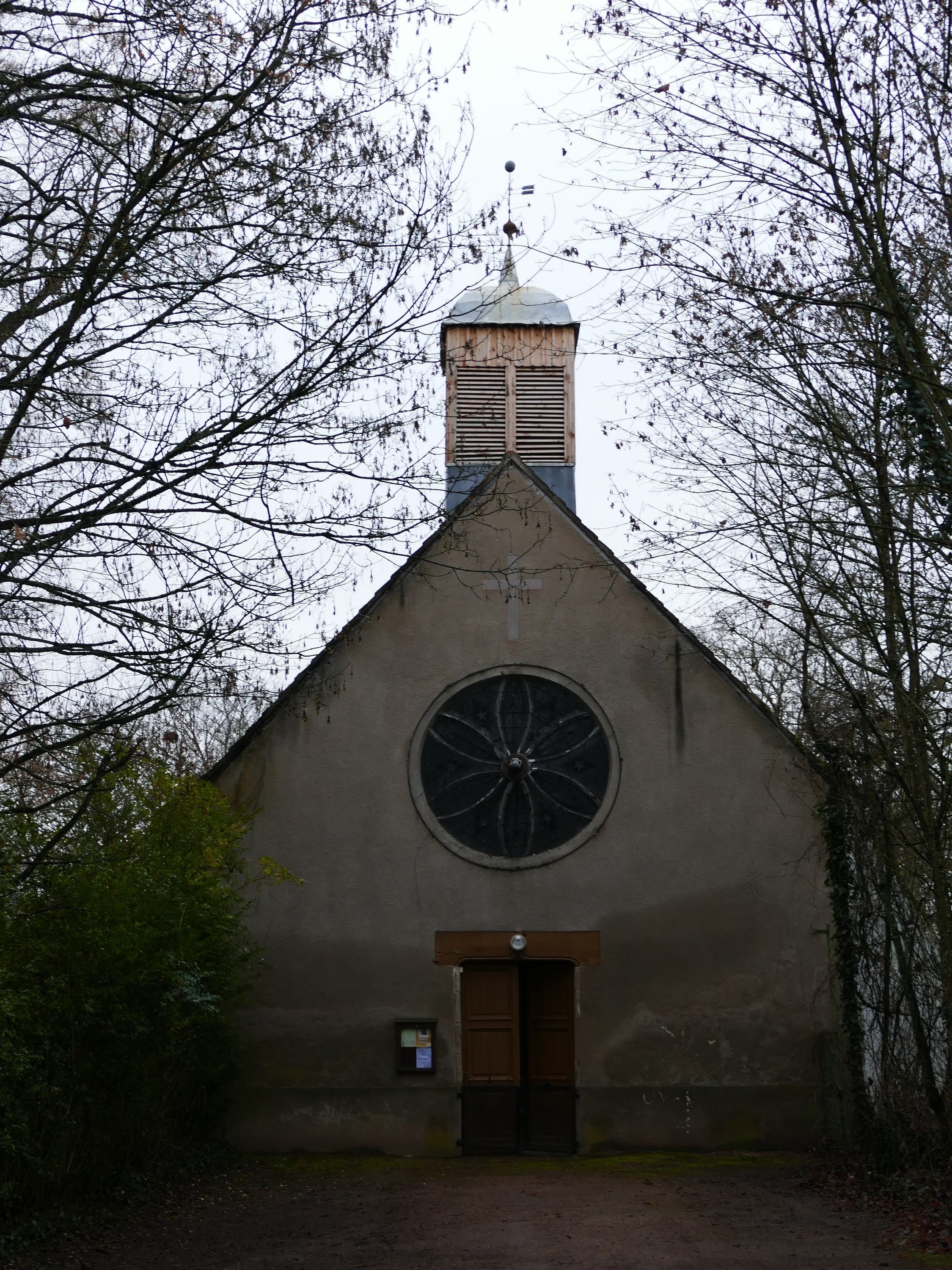
La chapelle des Mineurs de Montcombroux-les-Mines.

- Château des Prureaux, demeure construite au XIXe siècle par la famille Meilheurat, mais la seigneurie des Prureaux est attestée anciennement. Corps de bâtiment rectangulaire à trois niveaux, avec une tour hexagonale engagée au centre de la façade[20]. Le château est occupé aujourd'hui par l'association « Le Créneau », qui organise des chantiers internationaux et des ateliers d'insertion[21].
- Chevalement créé par l'association des Gueules Noires, en partenariat avec la municipalité, rappelant le travail des mineurs, situé à l'entrée de la commune, vers le stade municipal et ouvert aux visites.
- Église Saint-Jean-Baptiste.
- Chapelle des Mineurs de Montcombroux-les-Mines.

### Héraldique
| Blason de Montcombroux-les-Mines | Blason  | Coupé émanché : au 1) d'azur au lion léopardé d'argent, au 2) de gueules à deux pics de mineur d'argent, emmanchés d'or, passés en sautoir, chacun surmonté d'un casque de mineur d'or posé selon l'axe de leur pic. |
| Blason de Montcombroux-les-Mines | Détails | Créé par JF Binon. Adopté le 19 janvier 2021. |